# Ганевич, Александр Дормидонтович
Александр Дормидонтович Ганевич (бел. Аляксандр Дормидонтович Ганевич; 26 мая 1963, Лида, Гродненская область, Белорусская ССР, СССР) — белорусский дипломат. Чрезвычайный и Полномочный Посланник 1 класса.

## Биография
Родился 26 мая 1963 года в Лиде.
Окончил Уссурийское высшее военное автомобильное командное училище, дипломатическую академию МИД России и дипломатическую школу Министерства иностранных дел Германии.
Свою трудовую деятельность начал в 1993 года. Тогда он работал третьим секретарем в Министерстве иностранных дел Белоруссии. Работал там до 1996 года в качестве второго секретаря и начальника отдела службы государственного протокола. В 1996 году был назначен первым секретарем — консулом Посольства Белоруссии в Германии, Берлин. В немецком посольстве проработал до 2003 года, после чего вернулся в МИД Белоруссии и продолжил работу в качестве заведующего сектором протокольных мероприятий, заместителем начальника службы – начальником отдела визитов службы государственного протокола. В 2003 году стал советником по политическим вопросам Посольства Белоруссии в Швейцарии, Берн. С 2008 по 2011 — советник, консультант отдела визитов службы государственного протокола Министерства иностранных дел Белоруссии. В 2011 году был назначен генеральным консулом Белоруссии в Мюнхене. Там консульстве проработал до 2016 года, после чего был назначен заместителем начальника главного управления – начальником управления анализа, планирования, визовой и тарифной политики главного консульского управления МИДа Белоруссии.
25 июня 2020 года указом президента Республики Беларусь Александра Лукашенко был назначен Чрезвычайным и полномочным послом Белоруссии в Швейцарии. 1 сентября вручил верительные грамоты Федеральному президенту Швейцарии Симонетте Соммаруге.
Помимо двух родных языков владеет немецким языком.